# Skiflug-Weltmeisterschaft 2010

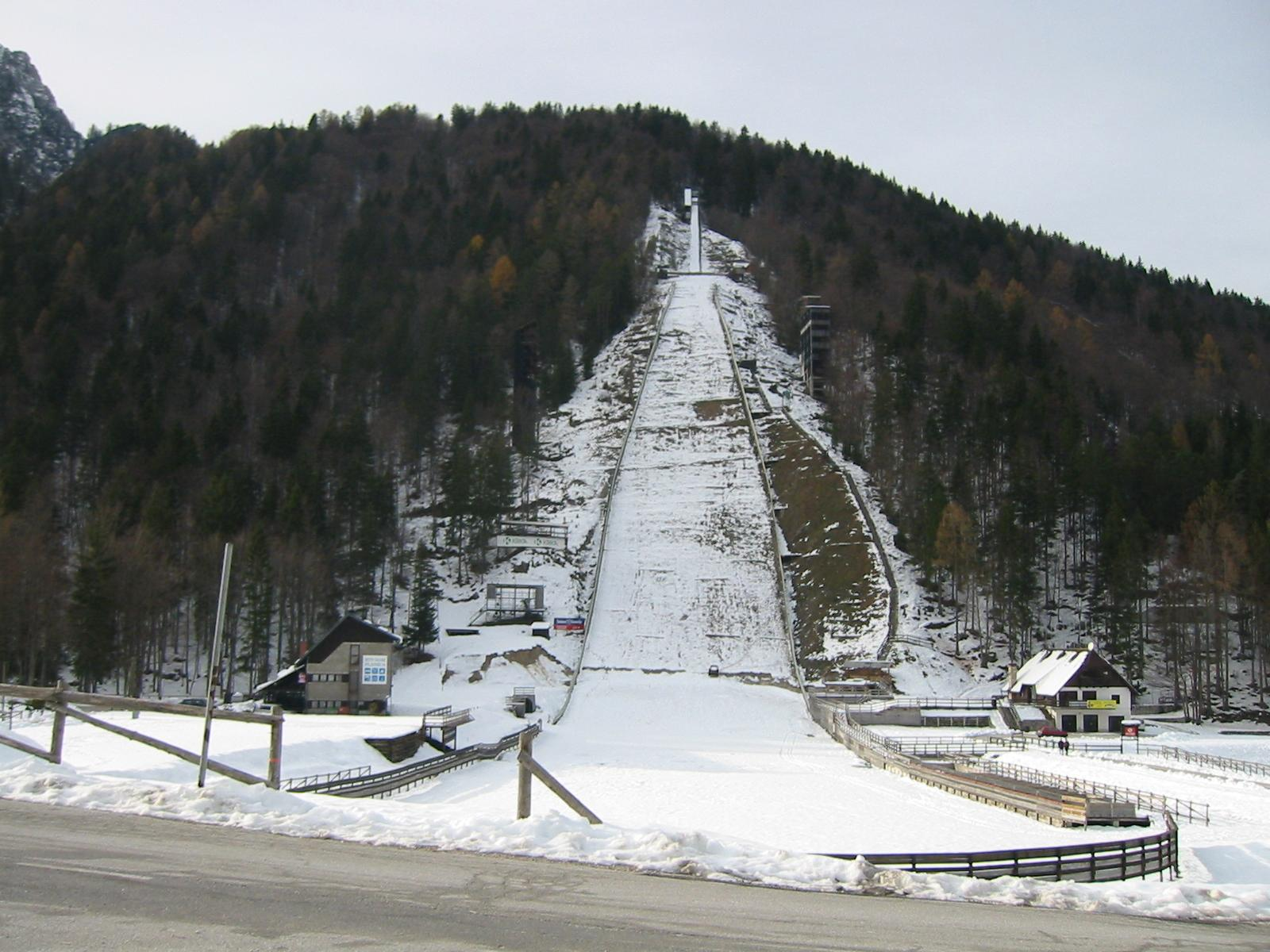
Letalnica im slowenischen Planica

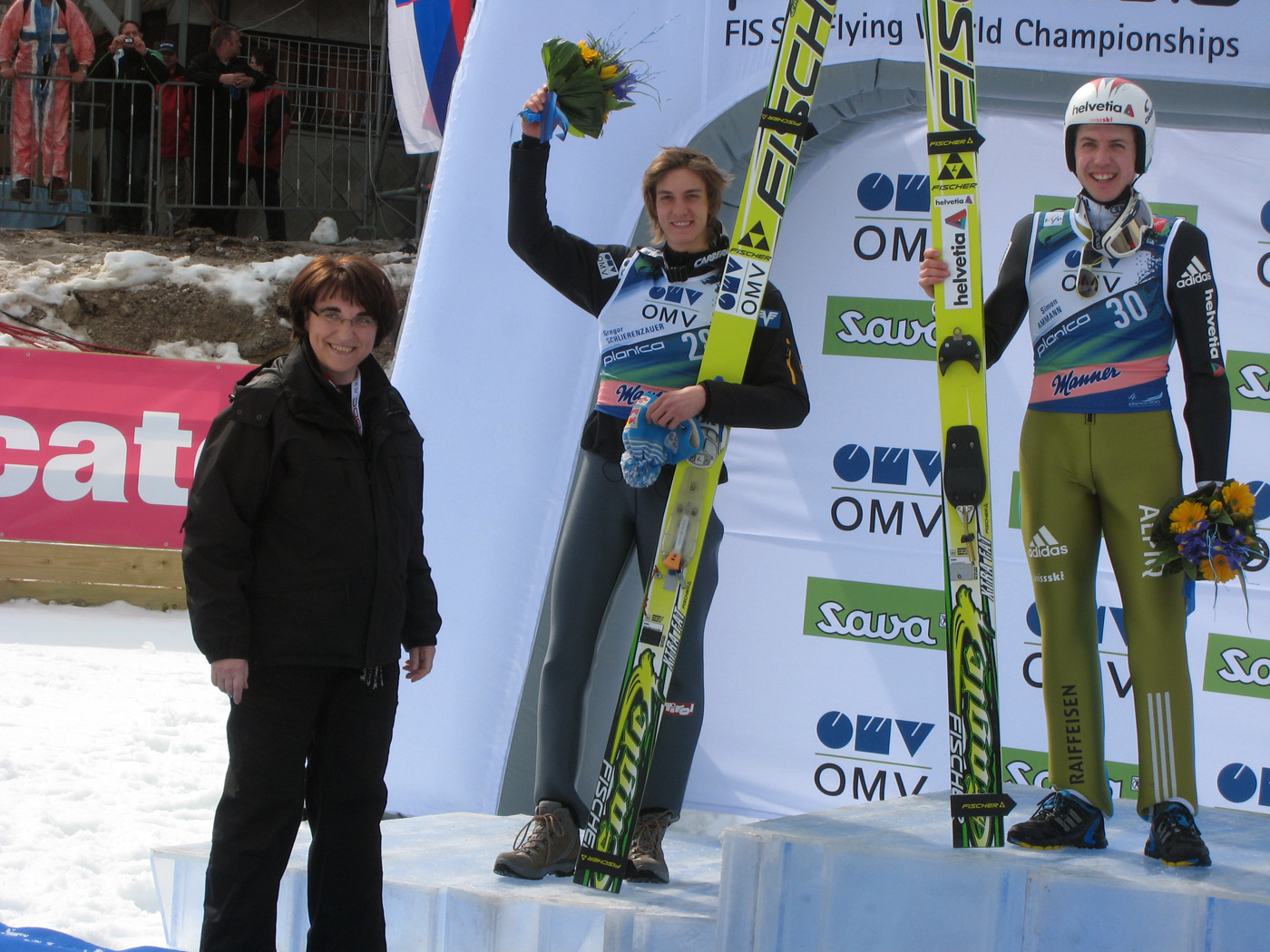
Der Sieger Simon Ammann sowie der Zweitplatzierte Gregor Schlierenzauer bei der Siegerehrung.

Die Skiflug-Weltmeisterschaft 2010 wurde vom 19. bis zum 21. März auf der Letalnica im slowenischen Planica ausgetragen. Es wurden dort bereits zum sechsten Mal Skiflug-Weltmeisterschaften ausgetragen. Sie setzten sich aus einem Einzelbewerb in vier Durchgängen und einem Teamwettkampf zusammen. Titelverteidiger waren Gregor Schlierenzauer und das österreichische Team. Den Einzelwettkampf konnte Simon Ammann gewinnen, während das österreichische Team seinen Mannschaftserfolg aus 2008 wiederholen konnte.
Die Skiflug-Weltmeisterschaft bildete außerdem den Abschluss der Skisprung-Saison 2009/10.

## Einzelwettkampf
Datum:

Qualifikation: 18. März 2010

1. Durchgang: 19. März 2010

2. Durchgang: 19. März 2010

3. Durchgang: 20. März 2010

4. Durchgang: 20. März 2010

### Training
Im ersten Trainingsdurchgang für den Einzelwettkampf gingen insgesamt 69 von 70 gemeldeten Springern an den Start, von denen es 16 gelang eine Weite von 200 Metern und mehr zu stehen. Der weiteste Flug gelang dabei Noriaki Kasai (215,5 Meter).
Den zweiten Trainingsdurchgang bestritt ein Athlet weniger, und es gab insgesamt 17 Sprünge über 200 Meter. Dem tschechischen Springer Antonin Hajek gelang dabei mit 228,5 Metern der bis dato weiteste Flug des Wochenendes. Trotzdem lag Simon Ammann (217,5 Meter) am Ende vor Hajek, da dieser bei seinen Sprung von fünf Luken weiter oben anging. Titelverteidiger Gregor Schlierenzauer (211,5 Meter) reihte sich in der Endabrechnung unmittelbar nach Ammann und Hajek auf dem dritten Rang ein.

### Qualifikation
Den weitesten Sprung von den Athleten, die sich erst noch qualifizieren mussten, hatte Noriaki Kasai (210,5 Meter). Alle Deutschen und Österreicher qualifizierten sich für den ersten Durchgang.
Bereits vorqualifiziert waren die ersten Zehn des Gesamtweltcups, angeführt vom schon als Gesamtweltcupsieger feststehenden Simon Ammann. Von ihnen sprang Bjørn Einar Romøren mit 230,5 Metern am weitesten. Damit landete Romøren den bis dahin weitesten Sprung bei dieser Skiflug-Weltmeisterschaft.
| Platz | Name                | Land        | Punkte |
| ----- | ------------------- | ----------- | ------ |
| 01    | Noriaki Kasai       | Japan       | 207,6  |
| 02    | Antonin Hajek       | Tschechien  | 206,1  |
| 03    | Kamil Stoch         | Polen       | 199,9  |
| 04    | Matti Hautamäki     | Finnland    | 199,1  |
| 05    | Michael Neumayer    | Deutschland | 198,8  |
| 06    | Daiki Itō           | Japan       | 197,4  |
| 07    | Johan Remen Evensen | Norwegen    | 196,5  |
| 08    | Emmanuel Chedal     | Frankreich  | 193,1  |
| 09    | Janne Happonen      | Finnland    | 187,9  |
| 10    | Borek Sedlák        | Tschechien  | 182,8  |

### Erster Durchgang
Nach dem ersten Durchgang führte Adam Małysz mit 217,5 Metern und 215,1 Punkten vor Simon Ammann und Anders Jacobsen. Der weiteste Flug gelang Lokalmatador Robert Kranjec mit 223,5 Metern. Im ersten Durchgang gab es 15 Flüge über die 200-Meter-Marke, von denen einer dem Titelverteidiger Gregor Schlierenzauer (209,5 Meter, 208,7 Punkte) gelang.
Der Qualifikationssieger, Noriaki Kasai, flog mit 215,5 Metern auf den 13. Platz.
| Platz | Name                  | Land       | Punkte |
| ----- | --------------------- | ---------- | ------ |
| 01    | Adam Małysz           | Polen      | 215,1  |
| 02    | Simon Ammann          | Schweiz    | 214,6  |
| 03    | Anders Jacobsen       | Norwegen   | 214,4  |
| 04    | Gregor Schlierenzauer | Österreich | 208,7  |
| 05    | Bjørn Einar Romøren   | Norwegen   | 207,9  |
| 06    | Harri Olli            | Finnland   | 207,7  |
| 07    | Robert Kranjec        | Slowenien  | 205,5  |
| 08    | Wolfgang Loitzl       | Österreich | 204,4  |
| 09    | Martin Koch           | Österreich | 202,2  |
| 10    | Janne Happonen        | Finnland   | 196,7  |

### Zweiter Durchgang
Im zweiten Durchgang gelang dem Österreicher David Zauner überraschend der weiteste Sprung auf 223 Meter. Er schob sich dadurch vom 15. auf den zehnten Platz nach vorn. Adam Małysz verlor seine Führung aufgrund etwas schlechterer Verhältnisse und einem 1,5 Meter kürzeren Sprung auf nur 215 Meter an Simon Ammann. Nach zwei Durchgängen führt Simon Ammann daher mit 2,8 Punkten vor Adam Małysz und 17,2 Punkten vor dem Titelverteidiger Gregor Schlierenzauer.
Bester Deutscher nach dem ersten Wettkampftag ist, auf Rang 18 liegend, Martin Schmitt. Schmitt hat in den beiden Wertungsdurchgängen 372,3 Punkte erreicht und hat somit 56,1 Punkte Rückstand auf die Medaillenränge.
| Platz | Name                  | Land       | Punkte |
| ----- | --------------------- | ---------- | ------ |
| 01    | Simon Ammann          | Schweiz    | 445,6  |
| 02    | Adam Małysz           | Polen      | 442,8  |
| 03    | Gregor Schlierenzauer | Österreich | 428,4  |
| 04    | Wolfgang Loitzl       | Österreich | 425,2  |
| 05    | Harri Olli            | Finnland   | 414,1  |
| 06    | Robert Kranjec        | Slowenien  | 413,6  |
| 07    | Bjørn Einar Romøren   | Norwegen   | 412,5  |
| 08    | Anders Jacobsen       | Norwegen   | 411,7  |
| 09    | Martin Koch           | Österreich | 409,9  |
| 10    | David Zauner          | Österreich | 406,5  |

### Dritter Durchgang
Nach dem dritten Durchgang behauptete Simon Ammann seine Spitzenposition vor Małysz und Schlierenzauer. Mit 230,5 Metern stand Anders Jacobsen den weitesten Sprung des Durchgangs und verbesserte sich damit auf Rang 5.
| Platz | Name                  | Land       | Punkte |
| ----- | --------------------- | ---------- | ------ |
| 01    | Simon Ammann          | Schweiz    | 684,2  |
| 02    | Adam Małysz           | Polen      | 667,8  |
| 03    | Gregor Schlierenzauer | Österreich | 662,7  |
| 04    | Wolfgang Loitzl       | Österreich | 654,7  |
| 05    | Anders Jacobsen       | Norwegen   | 645,4  |
| 06    | Robert Kranjec        | Slowenien  | 639,1  |
| 07    | Martin Koch           | Österreich | 631,3  |
| 08    | Thomas Morgenstern    | Österreich | 628,5  |
| 09    | Bjørn Einar Romøren   | Norwegen   | 623,0  |
| 10    | Harri Olli            | Finnland   | 618,8  |

### Vierter Durchgang
Nach vier Durchgängen gewann der Schweizer Simon Ammann das Einzelspringen vor Gregor Schlierenzauer aus Österreich und Anders Jacobsen aus Norwegen. Ammann erzielte in den Durchgängen 2, 3 und 4 jeweils die höchste Punktzahl aller Springer. Als bester Deutscher beendete Michael Uhrmann den Wettkampf auf Rang 19 (745,7 Punkte).
Abschlussergebnis nach vier Durchgängen
| Platz | Name                  | Land        | Punkte |
| ----- | --------------------- | ----------- | ------ |
| 01    | Simon Ammann          | Schweiz     | 935,8  |
| 02    | Gregor Schlierenzauer | Österreich  | 910,3  |
| 03    | Anders Jacobsen       | Norwegen    | 894,0  |
| 04    | Adam Małysz           | Polen       | 893,6  |
| 05    | Robert Kranjec        | Slowenien   | 873,5  |
| 06    | Wolfgang Loitzl       | Österreich  | 865,3  |
| 07    | Thomas Morgenstern    | Österreich  | 855,4  |
| 08    | Antonin Hajek         | Tschechien  | 844,9  |
| 09    | Bjørn Einar Romøren   | Norwegen    | 844,5  |
| 10    | Martin Koch           | Österreich  | 839,8  |
| 11    | Harri Olli            | Finnland    | 819,9  |
| 12    | Noriaki Kasai         | Japan       | 817,1  |
| 13    | David Zauner          | Österreich  | 806,2  |
| 14    | Emmanuel Chedal       | Frankreich  | 780,9  |
| 15    | Janne Happonen        | Finnland    | 777,3  |
| 16    | Kamil Stoch           | Polen       | 770,0  |
| 17    | Matti Hautamäki       | Finnland    | 762,6  |
| 18    | Johan Remen Evensen   | Norwegen    | 756,9  |
| 19    | Michael Uhrmann       | Deutschland | 745,7  |
| 20    | Daiki Itō             | Japan       | 743,5  |
| 21    | Martin Schmitt        | Deutschland | 721,8  |
| 22    | Michael Neumayer      | Deutschland | 714,0  |
| 23    | Andrea Morassi        | Italien     | 711,4  |
| 24    | Sebastian Colloredo   | Italien     | 710,0  |
| 25    | Jernej Damjan         | Slowenien   | 708,5  |
| 26    | Borek Sedlák          | Tschechien  | 704,6  |
| 27    | Janne Ahonen          | Finnland    | 701,1  |
| 28    | Richard Freitag       | Deutschland | 685,7  |
| 29    | Tom Hilde             | Norwegen    | 680,6  |
| 30    | Robert Hrgota         | Slowenien   | 674,8  |

Nicht für die Durchgänge am zweiten Tag qualifiziert
| Platz | Name                     | Land       | Punkte |
| ----- | ------------------------ | ---------- | ------ |
| 31    | Lukáš Hlava              | Tschechien | 331,4  |
| 32    | Rafał Śliż               | Polen      | 155,9  |
| 33    | Łukasz Rutkowski         | Polen      | 150,4  |
| 34    | Taku Takeuchi            | Japan      | 149,1  |
| 35    | Jan Matura               | Tschechien | 146,1  |
| 36    | Iwan Karaulow            | Kasachstan | 144,0  |
| 37    | Vincent Descombes Sevoie | Frankreich | 143,8  |
| 38    | Roman Trofimow           | Russland   | 143,2  |
| 39    | Primož Pikl              | Slowenien  | 139,8  |
| DNS   | Nicholas Alexander       | USA        |        |

Zum zweiten Durchgang waren 31 Springer zugelassen, da auf Platz 30 zunächst zwei Springer (Sedlák und Morassi) punktgleich gewesen waren.

Nach der Qualifikation ausgeschieden
| Platz | Name                    | Land       | Punkte |
| ----- | ----------------------- | ---------- | ------ |
| 41    | Isak Grimholm           | Schweden   | 138,3  |
| 42    | Alexei Koroljow         | Kasachstan | 134,3  |
| 43    | Stanislaw Oschtschepkow | Russland   | 132,1  |
| 44    | Roberto Dellasega       | Italien    | 129,4  |
| 45    | Tomáš Zmoray            | Slowakei   | 129,3  |
| 46    | Diego Dellasega         | Italien    | 129,1  |
| 47    | Nikolai Karpenko        | Kasachstan | 125,9  |
| 48    | Chris Lamb              | USA        | 124,9  |
| 49    | Ilja Rosljakow          | Russland   | 124,7  |
| 50    | Kim Hyun-ki             | Südkorea   | 123,9  |
| 51    | Nicholas Fairall        | USA        | 123,4  |
| 52    | Choi Heung-chul         | Südkorea   | 123,1  |
| 53    | Georgi Tscherwjakow     | Russland   | 121,4  |
| 54    | Michael Glasder         | USA        | 108,6  |
| 55    | Fredrik Balkåsen        | Schweden   | 096,9  |
| 56    | Bogomil Pawlow          | Bulgarien  | 085,2  |
| DNS   | Wladimir Sografski      | Bulgarien  |        |
| DNS   | Shōhei Tochimoto        | Japan      |        |

## Teamwettkampf
Der Teamwettkampf, bestehend aus zwei Durchgängen, fand am 21. März 2010 zum Abschluss der Skiflug-Weltmeisterschaften statt. Nach dem ersten Durchgang führte die österreichische Mannschaft vor Norwegen und Finnland. An diesem Stand änderte sich im zweiten Durchgang, in dem die besten acht Mannschaften des ersten Durchgangs starten durften, nichts mehr. Das deutsche Team beendete den Wettbewerb auf Platz 7, ein Schweizer Team startete in der Mannschaftskonkurrenz nicht.
| Platz | Land                                                                                   | Punkte |
| ----- | -------------------------------------------------------------------------------------- | ------ |
| 01    | ÖsterreichWolfgang Loitzl Thomas Morgenstern Martin Koch Gregor Schlierenzauer         | 1641,4 |
| 02    | NorwegenAnders Jacobsen Anders Bardal Johan Remen Evensen Bjørn Einar Romøren          | 1542,3 |
| 03    | FinnlandJanne Happonen Olli Muotka Matti Hautamäki Harri Olli                          | 1474,3 |
| 04    | PolenKamil Stoch Łukasz Rutkowski Stefan Hula Adam Małysz                              | 1452,5 |
| 05    | TschechienLukáš Hlava Jan Matura Borek Sedlák Antonín Hájek                            | 1399,2 |
| 06    | SlowenienRobert Hrgota Jernej Damjan Jurij Tepeš Robert Kranjec                        | 1378,3 |
| 07    | DeutschlandMichael Neumayer Richard Freitag Martin Schmitt Michael Uhrmann             | 1332,9 |
| 08    | ItalienSebastian Colloredo Andrea Morassi Roberto Dellasega Diego Dellasega            | 1219,6 |
| 09    | RusslandGeorgi Tscherwjakow Stanislaw Oschtschepkow Ilja Rosljakow Roman Trofimow      | 545,0  |
| 10    | Vereinigte StaatenNicholas Fairall Michael Glasder Christopher Lamb Nicholas Alexander | 462,2  |

## Medaillenspiegel
| Platz | Land       | Gold | Silber | Bronze | Gesamt |
| ----- | ---------- | ---- | ------ | ------ | ------ |
| 1.    | Österreich | 1    | 1      | 0      | 2      |
| 2.    | Schweiz    | 1    | 0      | 0      | 1      |
| 3.    | Norwegen   | 0    | 1      | 1      | 2      |
| 4.    | Finnland   | 0    | 0      | 1      | 1      |